# Finn van Breemen
Finn van Breemen, né le 25 février 2003 à Pijnacker aux Pays-Bas, est un footballeur néerlandais, qui évolue au poste de défenseur central au FC Bâle.

## Biographie

### En club
Né à Pijnacker aux Pays-Bas, Finn van Breemen commence le football avec le club local du OLIVEO, puis il joue pour le DHC Delft avant de rejoindre l'ADO La Haye en 2012 où il est formé pendant dix ans.
Le 6 mai 2022, Van Breemen joue son premier match en professionnel à l'occasion d'une rencontre de championnat face au FC Emmen. Il entre en jeu et son équipe est battue par trois buts à zéro. Le 10 juin 2022 il signe son premier contrat professionnel, d'une durée de deux ans, soit jusqu'en juin 2024, avec une année supplémentaire en option.
Lors de l'été 2023, Finn van Breemen rejoint le FC Bâle. Le transfert est annoncé le 20 juin 2023 et il signe un contrat de quatre ans, soit jusqu'en juin 2027,.
Van Breemen marque son premier but pour le FC Bâle dès sa deuxième apparition pour le club, le 30 juillet 2023, lors d'une rencontre de championnat face au FC Winterthour. Titulaire, il marque le but égalisateur de son équipe avant de délivrer une passe décisive pour Dan Ndoye sur le but du 2-1. Son équipe s'impose finalement par cinq buts à deux. Il s'agit de son premier but pour le FC Bâle mais également son premier en professionnel. Il marque de nouveau en championnat contre le FC Saint-Gall le 26 novembre 2023, contribuant à la victoire de son équipe par deux buts à zéro.
Début avril 2025, il est annoncé qu'il souffre d'une blessure contracté lors match de dimanche dernier lors du match gagné à Winterthour, il s'est fracturé le ménisque intérieur gauche et a dû subir une opération et sera out pour environ six mois, il doit mettre un terme à sa saison,.
Il remporte son premier titre en étant sacré champion de Suisse pour sa participation à la saison 2024-2025.

### En sélection
Finn van Breemen joue son premier match avec l'équipe des Pays-Bas espoirs le 12 septembre 2023 contre la Macédoine du Nord. Il entre en jeu à la place de Dirk Proper et son équipe s'impose par deux buts à zéro.

## Palmarès

### En club
FC Bâle
- Champion de Suisse
  - 2024-2025